# Rubén Abruña
Rubén Abruña ist ein puerto-ricanischer Regisseur, Filmproduzent und Filmeditor für Dokumentarfilme.

## Leben
Abruña wuchs in Puerto Rico auf und studierte von 1980 bis 1984 Film- und TV-Produktion im Bachelor an der New York University unter der Anleitung von George Stoney. Seinen Masterabschluss absolvierte er in Filmwissenschaften. An der Harvard University nahm er an einem Seminar über anthropologischen Film des Dokumentarfilmers Jean Rouch teil.

## Karriere
Seit 1980 arbeitet Abruña als Autor, Regisseur, Filmeditor, Produzent und Herausgeber von Dokumentarfilmen und Hörfunkjournalismus-Geschichten in New York, San Juan, Miami und Zürich. Von 1996 bis 2000 arbeitete er bei WPLG Channel 10 in Miami für die World News des ABC Networks.
Von 2003 bis 2012 war er als Assistenzprofessor für Postproduktion am Miami Dade College tätig.
Durch den deutsch-schweizerischen Film Holy Shit – Mit SCH#!$E die Welt retten, bei dem er Regie führte, wurde Abruña einem breiteren deutschsprachigen Publikum bekannt. Der Dokumentarfilm wurde erstmals beim Fünf Seen Filmfestival aufgeführt und hat Christoph Maria Herbst als Erzähler sowie Valentin Thurn als Produzenten. Der Film thematisiert die Nutzung von menschlichen Fäkalien für die Kompostproduktion. Abruña stieß erstmals auf dieses Thema, als er in seiner Heimat Puerto Rico eine Trockentoilette des Architekten Fernando Abruña Charneco nutzte. Diese Erfahrung inspirierte ihn dazu, einen Film (The Absent House) über dieses Haus zu drehen, welches viele Elemente grüner Architektur enthält. Annette Jensen hat das dazugehörige Buch zum Film namens HOLY SHIT – Der Wert unserer Hinterlassenschaften geschrieben.
Abruña spricht spanisch, englisch, französisch und deutsch und lebt in Zürich.

## Filmografie
- 1986: The Battle of Vieques
- 2001: South of Brooklyn
- 2001: What about Coral?
- 2009: La danza de la pluma. Fe, sacrificio y tradición
- 2010: Fernando and Boise
- 2014: The Absent House
- 2016: Le roi cherche une toilette à louer
- 2023: Holy Shit – Mit SCH#!$E die Welt retten

## Auszeichnungen
Als Filmeditor:
- 1986: Blue Ribbon Award für The Battle of Vieques
- 2001: Wolfson Media Award für South of Brooklyn
- 2001: Telly Award für South of Brooklyn
- 2001: Gold Award von The Aurora Awards Festival für What about Coral?

Als Regisseur:
- 2023: Bester Film: Mensch und Natur und Publikumspreis von Darßer Naturfilmfestival für Holy Shit – Mit SCH#!$E die Welt retten